# Авиационные происшествия 2004 года
В данном списке перечислены происшествия в гражданской и военной авиации, произошедшие в 2004 году и повлёкшие за собой потерю летательного аппарата и/или человеческие жертвы. В список не входят потери, произошедшие в зонах активных военных конфликтов.
В графе «Жертвы» через косую черту указаны число погибших/число выживших (например, 5/1 — 5 погибших, 1 выживший). Все происшествия представлены в хронологическом порядке, могут быть отсортированы по типу летательного аппарата и по эксплуатанту.
Список составлен на основе открытых источников, является неполным и может содержать неточности.

## Гражданская авиация

### Самолёты
| Дата       | Тип ЛА                                | Эксплуатант             | Номер    | Место                                                         | Жертвы | Примечания                                                                            |
| ---------- | ------------------------------------- | ----------------------- | -------- | ------------------------------------------------------------- | ------ | ------------------------------------------------------------------------------------- |
| 3 января   | Боинг 737-3Q8                         | Flash Airlines          | SU-ZCF   | р-н Шарм-эш-Шейха, Египет                                     | 148/0  | Разбился через 2,5 мин после взлёта.                                                  |
| 13 января  | Як-40                                 | Узбекистон хаво йуллари | UK 87985 | Ташкент, Узбекистан                                           | 37/0   | Приземлился за пределами взлётно-посадочной полосы, врезался в строения и разрушился. |
| 17 января  | Cessna 208B Grand Caravan             | Georgian Express        | C-FAGA   | Онтарио, Канада                                               | 10/0   | Разбился из-за перегруза и обледенения.                                               |
| 10 февраля | Fokker 50                             | Kish Air                | EP-LCA   | 3 км от аэропорта Шарджа, ОАЭ                                 | 43/3   | Разбился при заходе на посадку.                                                       |
| 14 мая     | Embraer EMB-120ER Brasilia            | Rico Linhas Aéreas      | PT-WRO   | 33 км от Манауса, Бразилия                                    | 33/0   | Разбился в джунглях.                                                                  |
| 18 мая     | Ил-76ТД                               | Azal Cargo              | 4K-AZ27  | Китай                                                         | 7/0    | Разбился через 2 минуты после взлёта.                                                 |
| 8 июня     | Hawker Siddeley HS-748-232            | Gabon Express           | TR-LFW   | Либревиль, Габон                                              | 19/11  | Упал в воду.                                                                          |
| 26 июня    | Ли-2                                  | частное лицо            | RA-1300K | деревня Заозерье, Раменский район, Московская область, Россия | 4/1    | Разбился из-за полной выработки топлива.                                              |
| 24 августа | Ту-134А-3                             | Волга-Авиаэкспресс      | RA-65080 | Тульская область, Россия                                      | 44/0   | Взорваны террористками-смертницами.                                                   |
| 24 августа | Ту-154Б-2                             | Сибирь                  | RA-85556 | Ростовская область, Россия                                    | 46/0   | Взорваны террористками-смертницами.                                                   |
| 14 октября | Боинг 747-244B (SF)                   | MK Airlines             | 9G-MKJ   | Галифакс, Канада                                              | 7/0    | Разбился сразу после взлёта.                                                          |
| 19 октября | British Aerospace 3201 Jetstream 32EP | AmericanConnection      | N875JX   | Адэр, Миссури, США                                            | 13/2   | Разбился при посадке из-за ошибки экипажа.                                            |
| 21 ноября  | Canadair CL-600-2B19                  | China Eastern Airlines  | B-3072   | парк Наньхай, Баотоу, Китай                                   | 2+53/0 | Разбился сразу после взлёта.                                                          |
| 30 ноября  | McDonnell Douglas MD-82               | Lion Air                | PK-LMN   | аэропорт Адисумармо, Суракарта,Индонезия                      | 25/128 | Выкатился за пределы ВПП.                                                             |

### Вертолёты
| Дата      | Тип ЛА | Эксплуатант | Номер    | Место                     | Жертвы | Примечания                                    |
| --------- | ------ | ----------- | -------- | ------------------------- | ------ | --------------------------------------------- |
| 5 августа | Ми-8Т  | Ямал        | RA-06174 | Тюменская область, Россия | 16/0   | Разбился при выполнении лесоавиационных работ |

## Государственная авиация

### Самолёты
| Дата        | Тип ЛА                    | Эксплуатант                        | Номер  | Место                                                                 | Жертвы | Примечания                                                                                               |
| ----------- | ------------------------- | ---------------------------------- | ------ | --------------------------------------------------------------------- | ------ | --- |
| 26 февраля  | Super King Air 200        | Правительство Республики Македонии |        | гора Хргуд, близ г. Поплат, Республика Сербская, Босния и Герцеговина | 9/0    | Алкогольное опьянение экипажа, отключение автопилота и плохое изучение метеосводки. См. отдельную статью |
| 18 июня     | F-15C «Игл»               | ВВС США                            |        | шт. Невада, США                                                       | 0/1    | [ 12 ]                                                                                                   |
| 8 июля      | Ту-22М3                   | ВВС России                         |        | Сольцы (авиабаза), Россия                                             | 4/0    | [ 13 ]                                                                                                   |
| 14 сентября | F/A-18C Block 43 «Хорнет» | КМП США                            | 164904 | Австралия                                                             | 0/1    | [ 14 ]                                                                                                   |
| 8 ноября    | F-5                       | ВВС Иордании                       |        | Иордания                                                              | 1/0    | [ 15 ]                                                                                                   |

### Вертолёты
| Дата        | Тип ЛА          | Эксплуатант | Номер         | Место | Жертвы | Примечания |
| ----------- | --------------- | ----------- | ------------- | ----- | ------ | ---------- |
| 11 сентября | Chinook CH-47SD | ВВС Греции  | Эгейское море |       | 17/0   |            |